# Лотарингия (регион)
Лотарингия (на френски: Lorraine, Лорѐн, на немски: Lothringen, Лотринген) е регион в североизточна Франция до 2016 г., когато е присъединен към новия регион Гранд Ест. Това е единственият административен регион, който има два града с еднаква важност, това са Мец и Нанси. Мец се смята за официалната столица на региона, тъй като там се намира парламентът на региона. Името на Лотарингия идва от просъщестувалото за кратко средновековно кралство Лотарингия с първи владетел крал Лотар II.
Населението на региона е 2 343 000 души от преброяване през 2007 г. при гъстота около 100 души/кв.км и площ 23 547 км².